# Visayas
Visayas /vɨˈsaɪəz/ və-sy-əz sau Insulele Visayas (limbile visayene: Kabisay-an, limba tagalog: Kabisayaan), este una dintre cele trei diviziune geografice principale din Filipine, împreună cu Mindanao și Luzon. Este un arhipelag format din câteva insule, în principal înconjurând Marea Visayană. Cel mai mare oraș este Cebu.
Principalele insule sunt: Panay, Negros, Cebu, Bohol, Leyte și Samar.